# S&M (Rihanna-dal)
Az S&M egy dal Rihanna barbadosi énekesnőtől, ötödik, Loud című albumáról. A dalt Mikkel S. Eriksen, Tor Erik Hermansen, Corey Jackson Carter, Sandy Wilhelm és Ester Dean írta, a produceri munkákat a Stargate és Sandy Vee végezte. Az S&M 2011. január 21-én jelent meg, az Egyesült Államokban negyedik, a világ többi részén harmadik kislemezként (az albumról). Az S&M egy eurodance felvétel, dance-pop elemekkel. A kritikusokat megosztotta a szám, egyesek nyílt szövege miatt kritizálták, mások a Loud különálló felvételének nevezték. 2011 áprilisában egy remix kislemez jelent meg az S&M-ből, melyen az amerikai énekesnő, Britney Spears is közreműködött.
A dalhoz tartozó videóklipet Melina Matsoukas rendezte, mely rengeteg országban letiltásra került, a televíziós műsorok és rádiók is csak éjjel játszhatják a videót és a felvételt egyaránt. Rihanna először a BRIT Awards díjátadón adta elő a számot élőben, 2011 február 15-én, egy egyveleg részeként, mely az Only Girl (In the World) és What’s My Name? című dalokból állt még.

## Háttér
Az S&M az énekesnő ötödik, Loud című albumának negyedik kislemeze, mely január 25-én debütált az Egyesült Államok rádióiban. Rihanna több interjúban is említette, hogy érdeklik a BDSM tevékenységek. A felvétel eurodance és dance-pop stílusban készült. A Depeche Mode Master and Servant című számát idézi, mely ehhez hasonlóan a szadomazochizmusról szól.
Rihanna egy interjúban kifejtette, hogy az emberek túlzottan komolyan veszik a dal szövegét:
"Nem szexuális értelemben gondolom ezt (a szöveget), hanem metaforikusan ... Ez több, mint valami olyasmi, amiről az emberek beszélhetnek ... Az emberek rólad beszélnek, ezt nem tudod megállítani. Erősnek kell lenned és tudnod kell ki vagy..."

## Videóklip
Az S&M videóklipjét 2011. január 15-én és 16-án forgatták, Los Angeles városában. Melina Matsoukas rendezte, aki egyben a Hard, Rude Boy és Rockstar 101 című felvételek egyik közreműködője. Rihanna is részt vett a klip irányításában, saját ötletekkel állt elő Perez Hilton szerint, aki szerepel a klipben. A kisfilm rendezője szerint: "(az énekesnő) sajtóval való szadomazochista kapcsolatáról" szól. 2011. január 27-én egy videó jelent meg, melyben az énekesnő a klip forgatásának rejtelmeit mutatja be. A klip az énekesnő VEVO csatornáján 2011. február 1-jén debütált. A klipet - a számhoz hasonlóan - több országban korhatáros tartalomként kezelik.

## Élő előadások

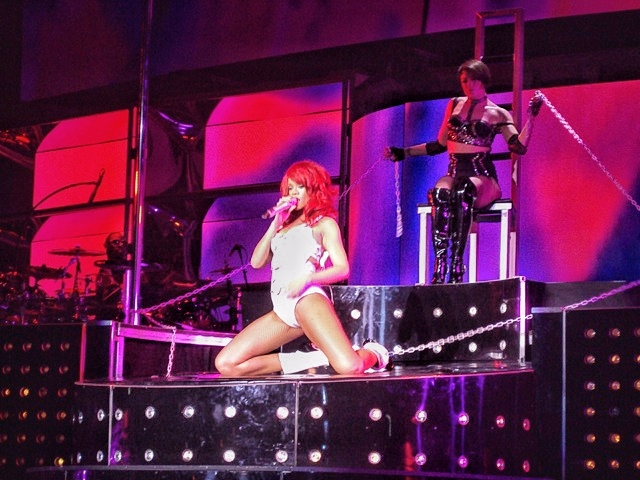
Rihanna 2011 nyarán, a Loud Tour egyik állomásán, az S&M előadása közben.

Az S&M-t az énekesnő először a 2011-es BRIT Awards-on adta elő február 15-én, egy egyveleg részeként, mely még az Only Girl (In the World) és What’s My Name? című dalokat tartalmazta. Habár eredetileg az egész dalt szerette volna előadni, hogy promotálhassa azt, végül csak egy részletet tudott előadni belőle. Ennek oka a 2010. december 11-i X-Faktoros fellépése miatt, ugyanis öltözéke miatt rengeteg negatív kritika érte. Rihanna a Last Girl on Earth Tour ausztrál állomásain is előadta a dalt. A 2011-es Billboard Music Awards-t is a felvétellel nyitotta, ahol Britney Spears-szel közösen énekelte el a számot. 2011. május 27-én az NBC Today című műsorában az Only Girl (In the World), What’s My Name? és California King Bed mellett adta elő a barbadosi híresség a dalt. Az S&M a Loud Tour, és Britney Femme Fatale Tour nevezetű koncertkörútjának dallistáján is helyet kapott.

## Remixek

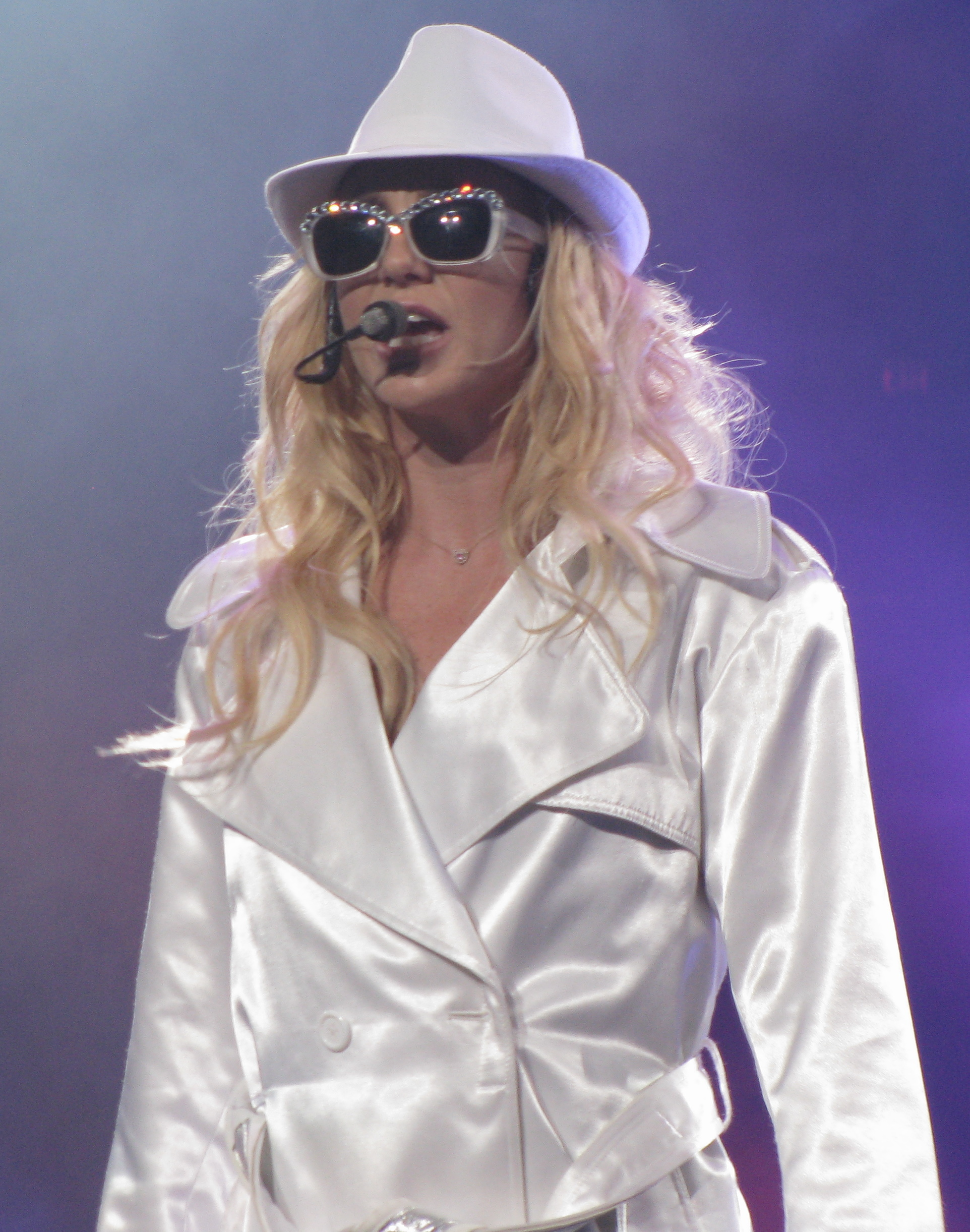
Az egyik remix Britney Spears közreműködésével készült.

2011. január 17-én egy J. Cole rapperrel készült remix jelent meg, majd március 8-án a rádiók műsorain debütált. Rengeteg lemezlovas dolgozta fel a számot, így Dave Audé, Joe Bermudez és Sidney Samson, ezek mind helyet kaptak egy digitális remix gyűjteményben az iTunes-on.
A dal kiadását követően Rihanna megkérte rajongóit Twitter fiókján, hogy válasszanak neki lehetséges közreműködőt; Britney Spears volt a legnépszerűbb válasz. Ennek következtében a két énekesnő egy közös remixet alkotott a számhoz, mely 2011. április 11-én jelent meg. Egy rádiós interjú során beszélt arról, hogy mennyire szeretne klipet forgatni az új remixhez.
Ezt követően beszélt a közös munkáról:
"Megkértem rajongóimat múlt héten, hogy válasszák ki, kivel dolgozzak, és Britney volt az egyik legnépszerűbb. Elég érdekes volt: Britney sosem dolgozik más énekesekkel. Igazán csodálatos volt, hogy tényleg részt akart venni a munkában. Ez tényleg különleges volt..."

## Dallista
| - Digitális letöltés 1. S&M – 4:03 - Digitális letöltés – remixes 1. S&M (Dave Audé Radio) – 3:50 2. S&M (Joe Bermudez Chico Radio) – 3:49 3. S&M (Sidney Samson Radio) – 3:19 4. S&M (Steven Blash) - 4:34 5. S&M (Dave Audé Club) – 7:28 6. S&M (Joe Bermudez Chico Club) – 5:17 7. S&M (Sidney Samson Club) – 6:50 8. S&M (Dave Audé Dub) – 6:29 9. S&M (Joe Bermudez Chico Dub) – 5:17 10. S&M (Sidney Samson Dub) – 6:50 | - Német CD kislemez 1. S&M (Album Version) – 4:04 2. S&M (Sidney Samson Radio Remix) – 3:18 - Digitális letöltés – remix kislemez 1. S&M (Remix) (közreműködik Britney Spears) – 4:17 |

## Közreműködők
- Mikkel S. Eriksen – dalszöveg, producer, felvétel, hangszerek
- Tor Erik Hermansen – dalszöveg, producer, hangszerek
- Sandy Vee – dalszöveg, producer, felvétel, hangszerek, keverés
- Ester Dean – dalszöveg, háttérvokál
- Miles Walker – felvétel
- Kuk Harrell – vokális producer és felvétel
- Bobby Campbell – vokál producer (asszisztens)
- Phil Tan – keverés
- Damien Lewis – mérnök (asszisztens)
- Chris Gehringer – vezető

## Slágerlistás helyezések
| Slágerlista (2010-11)          | Legjobb helyezés |
| ------------------------------ | ---------------- |
| Ausztrál kislemezlista         | 1                |
| Osztrák kislemezlista          | 4                |
| Belga kislemezlista (Flandria) | 3                |
| Belga kislemezlista (Vallónia) | 4                |
| Kanadai Hot 100 kislemezlista  | 1                |
| Cseh rádiós lista              | 8                |
| Dán kislemezlista              | 2                |
| Finn kislemezlista             | 4                |
| Francia kislemezlista          | 3                |
| Német kislemezlista            | 2                |
| Magyar rádiós lista            | 1                |
| Ír kislemezlista               | 3                |
| Olasz kislemezlista            | 6                |
| Holland top 100 kislemezlista  | 7                |
| Új-zélandi kislemezlista       | 2                |
| Norvég kislemezlista           | 2                |
| Lengyel kislemezlista          | 1                |
| Lengyel Dance Top 50 lista     | 2                |
| Orosz kislemezlista            | 5                |
| Skót kislemezlista             | 3                |
| Szlovák kislemezlista          | 4                |
| Dél-koreai Gaon kislemezlista  | 4                |
| Spanyol kislemezlista          | 3                |
| Svéd kislemezlista             | 2                |
| Svájci kislemezlista           | 2                |
| UK R&B lista                   | 1                |
| Brit kislemezlista             | 3                |
| USA Billboard Hot 100 lista    | 1                |
| US Hot Dance Club Songs lista  | 1                |
| US Hot R&B/Hip-Hop Songs lista | 48               |
| US Pop Songs lista             | 1                |

## Megjelenések
| Ország             | Dátum             | Formátum                 | Kiadó              |
| ------------------ | ----------------- | ------------------------ | ------------------ |
| Egyesült Államok   | 2011. január 21.  | Digital remixes          | Def Jam            |
| Egyesült Államok   | 2011. január 25.  | Mainstream rádió         | Def Jam            |
| Egyesült Államok   | 2011. február 8.  | Digital remixes          | Def Jam            |
| Írország           | 2011. február 11. | Digitális letöltés       | Universal Music    |
| Egyesült Királyság | 2011. február 11. | Digitális letöltés       | Mercury Records    |
| Egyesült Államok   | 2011. március 8.  | Rádió                    | Def Jam            |
| Németország        | 2011. március 18. | CD kislemez              | Def Jam Recordings |
| Világszerte        | 2011. április 11. | Digitális Remix kislemez | Def Jam Recordings |

## Fordítás
Ez a szócikk részben vagy egészben  a   S&M (song) című angol Wikipédia-szócikk fordításán alapul.  Az eredeti cikk szerkesztőit annak laptörténete sorolja fel. Ez a jelzés csupán a megfogalmazás eredetét és a szerzői jogokat jelzi, nem szolgál a cikkben szereplő információk forrásmegjelöléseként.